# Olmsted (Illinois)
Olmsted é uma vila localizada no estado americano de Illinois, no Condado de Pulaski.

## Demografia
Segundo o censo americano de 2000, a sua população era de 299 habitantes.
Em 2006, foi estimada uma população de 278, um decréscimo de 21 (-7.0%).

## Geografia
De acordo com o United States Census Bureau tem uma área de
4,5 km², dos quais 4,4 km² cobertos por terra e 0,1 km² cobertos por água. Olmsted localiza-se a aproximadamente 108 m acima do nível do mar.

## Localidades na vizinhança
O diagrama seguinte representa as localidades num raio de 16 km ao redor de Olmsted.